# Монтевидејска конвенција
Монтевидејска конвенција један је од ретких међународних докумената са списком потребних атрибута који дефинишу особине државе по међународном јавном праву. Докуменат је потписан 1933. године у Монтевидеу. Лига народа га је ратификовала почетком 1936. године.
Међународна заједница још увек није постигла консензус о механизмима међународног правног признања.

## Конвенција
У XIX веку се сматрало да је суверена држава она која има политички значај и статус заснован на "прописима које користи као обичајно право“. Међутим, ова доктрина је веома нејасна и неизвесна, јер су критеријуми "политичког признања" од зараћених страна могла да се третирају на своју руку.
Ово питање је актуелизовано у ХХ веку са признавањем правних субјективитета држава, када је међународни правни систем, досегао такав редослед догађаја. Заиста, од почетка 1919. године дошло је до формирања глобалних конференција као што је Лига народа, а организатори су морали да воде рачуна о томе ко треба да буде позван на такве конференције и ко може постати члан Лиге.

## Критеријуми
Исход Форума у Монтевидеу био је усвајање Завршне Конвенције, која је дала правну дефиницију државе, а која укључује четири критеријума суверене државе:
- стално становништво
- дефинисана територија
- сопствена влада
- способност да уђе у односе са другим државама[2]

Влада суверене државе држи правну власт над свом тамошњом имовином. Такође се уобичајено подразумева да држава није подређена неком, или субјект неке друге државе и организације.